# Círculo celta

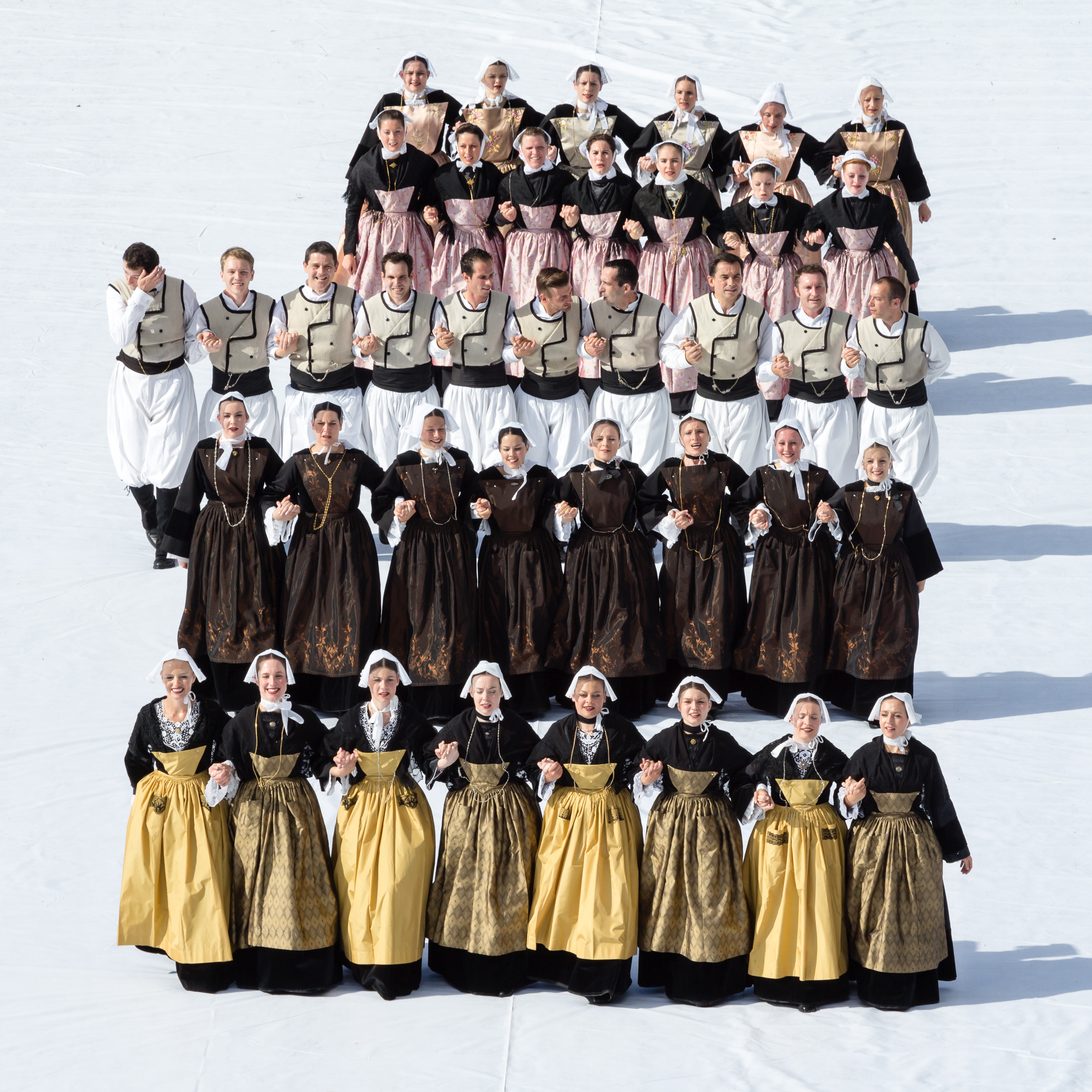
Kevrenn Alre

El Círculo Celta (en bretón: kelc'h keltiek, en francés: cercle celtique) es una asociación que fomenta la cultura bretona, mediante el uso de la lengua bretona. 
Los círculos celta creados antes de la Segunda Guerra Mundial tenían muchos objetivos culturales, incluyendo la literatura, el teatro, las canciones, el canto coral, las artes plásticas y el aprendizaje y la práctica de los Bretones. Sin embargo, los creados después de 1945, generalmente restringidas sus acciones, sólo cuidan la recopilación, el estudio, la transmisión y la difusión de las artes y las tradiciones populares, en Bretaña, en particular, los bailes bretones.
Hay entre 200 y 300, la mayoría de los cuales están ubicados en Bretaña, pero también hay muchos en las ciudades donde se encuentran las comunidades bretonas: Guadalupe, Ciudad de Nueva York y Pekín. Hay dos grandes federaciones, que organizan competiciones,  Kendalc'h y War'l Leur. La ciudad de Quimper es conocida por sus círculos y su festival.

## Actividades

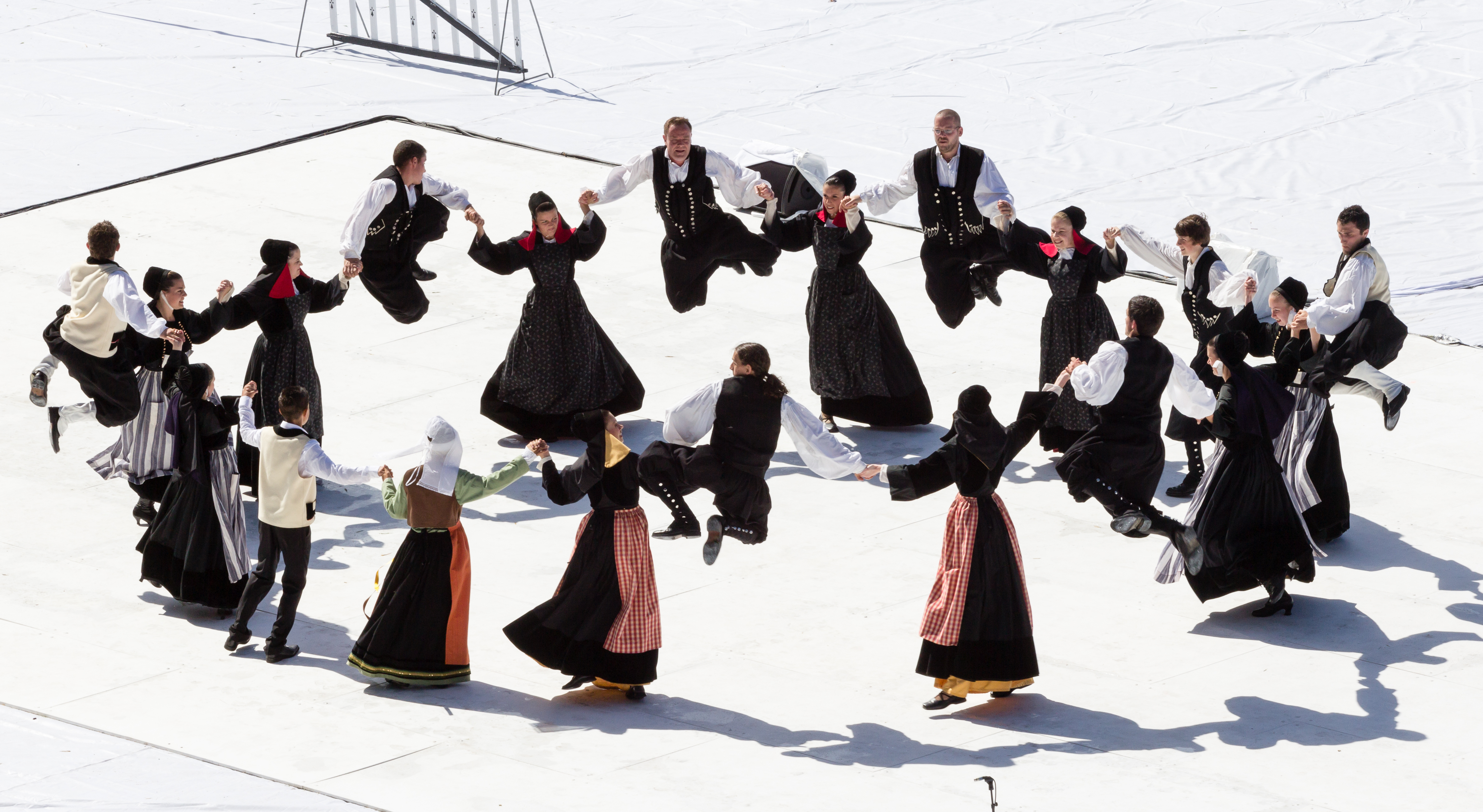
Kerlenn Pondi

- Danza
- Música
- Trajes
- Enseñanza (transmisión)